# Écart des compétences numériques entre les genres
L'écart des compétences numériques désigne un biais de genre intégré dans les produits technologiques, dans le secteur de la technologie et dans la formation aux compétences numériques.

## Contexte
Les systèmes éducatifs s’efforcent de garantir une éducation et une formation aux compétences numériques équitables, inclusives et de qualité. Il est d’autant plus urgent d’agir que les compétences numériques ouvrent la voie à la poursuite de l’apprentissage et au développement des compétences. Pourtant, le bilan de l’enseignement numérique est sombre, et les données ne manquent pas : les femmes et les filles sont laissées pour compte. Les écarts de compétences numériques entre les femmes et les hommes se creusent dans le monde, malgré les efforts déployés pendant plus d’une décennie à l’échelle nationale et internationale pour les combler.

## Écart de compétences numériques entre les genres
À l’échelle mondiale, les femmes ont moins de chances de savoir utiliser un téléphone intelligent, naviguer sur internet, utiliser les réseaux sociaux et sauvegarder des données sur des supports numériques, aptitudes pourtant indispensables et utiles à tous les âges pour accomplir les innombrables actes de la vie quotidienne et professionnelle. Ces disparités sont visibles à tous les niveaux de compétences, du niveau le plus élémentaire comme l’utilisation d’applications sur un téléphone mobile au niveau le plus avancé comme le codage d’un logiciel pour l’analyse de gros volumes de données. 
Les évaluations transnationales des compétences montrent que, dans de nombreux pays, les femmes ont 25% de chances en moins de savoir utiliser des TIC pour des fonctions simples, ne serait-ce que les formules arithmétiques de base d’un tableur. Plus le niveau de compétences s’élève, plus l’écart se creuse. Selon les estimations de l’UNESCO, les hommes ont environ quatre fois plus de chances que les femmes d’être dotés de compétences avancées, comme la programmation. En ce qui concerne les techniques de pointe, cet écart devient un véritable gouffre : dans l’ensemble des pays du G20, à peine 7% des personnes qui déposent des brevets liés aux TIC sont des femmes et, à l’échelle mondiale, la moyenne est encore plus faible (2%). Selon les recruteurs d'entreprises technologiques de la Silicon Valley, le vivier des candidats à des postes techniques dans le secteur de l’intelligence artificielle (IA) et de la science des données compte moins de 1% de femmes. En outre, si l’écart de compétences numériques entre les hommes et les femmes est patent dans toutes les régions et dans toutes les catégories de revenu, il est plus prononcé chez les femmes plus âgées, moins instruites, pauvres ou vivant en milieu rural et dans un pays en développement. Par conséquent, l’écart de compétences numériques se cumule et s’aggrave avec la pauvreté et les difficultés d’accès à l’éducation.

## Causes profondes
Les femmes et les filles ont parfois des difficultés pour accéder aux équipements TIC publics parce qu’elles ne sont pas libres de leurs mouvements, que les routes ne sont pas sûres ou que les équipements eux-mêmes sont jugés inadaptés aux femmes. De surcroît, les femmes n’ont pas toujours l’autonomie financière suffisante pour acheter la technologie numérique ou les services d’accès à l’Internet. Il n’est pas rare non plus que l’accès au numérique, même lorsqu’il est possible, soit contrôlé et surveillé par des hommes ou confiné à un « jardin clos » n’offrant que des contenus rigoureusement sélectionnés qui véhiculent en général une vision « rose » de la femme, de son apparence, de ses fréquentations et de son rôle d’épouse ou de mère. En outre, bon nombre de femmes et de filles hésitent à recourir aux TIC, voire refusent de les utiliser, par crainte pour leur sécurité ou par peur du harcèlement, en ligne et hors ligne. Dans de nombreux contextes, les femmes et les filles qui possèdent ou empruntent des appareils numériques sont confrontées à des problèmes de violence physique : elles peuvent en venir à les utiliser en cachette et sont alors plus vulnérables aux menaces en ligne et dans des conditions peu propices à l’apprentissage numérique.
Le stéréotype de la technologie comme secteur masculin est prédominant dans beaucoup de contextes et fragilise la confiance des filles dans leurs compétences numériques dès leur plus jeune âge. Dans les pays de l’OCDE, par exemple, 0,5% des filles aspirent à un métier dans les TIC à l’âge de 15 ans, contre 5% des garçons. Il n’en a pas toujours été ainsi : aux premiers temps de l’informatique, après la Seconde Guerre mondiale, la programmation des logiciels dans les pays industriels était largement considérée comme « un travail de femme ». Pour les dirigeants des premières entreprises technologiques, la femme était le profil idéal pour le travail de programmation qui exige d’être méticuleux et capable de respecter une séquence d’instructions étape par étape, autant de qualités stéréotypées « féminines ».

## Titre
Tous les efforts déployés pour aider les femmes et les filles à développer leurs compétences numériques auront pour effet de rendre les femmes plus fortes, les familles plus fortes, les communautés plus fortes, les économies plus fortes et les technologies plus perfectionnées. Les compétences numériques sont reconnues comme étant des compétences essentielles pour une participation à la vie politique d'une société. Leurs principaux avantages sont que :
- Elles sont un passeport pour l'emploi
- Elles sont essentielles pour garantir la sécurité des femmes en et hors ligne
- Elles favorisent l'implication des femmes dans la communauté et dans la vie politique
- Elles sont synonymes d'avantages économiques
- Elles permettent aux femmes d'influer sur le développement des technologies et la progression de l'égalité des genres
- Elles accélèrent la réalisation des objectifs internationaux[1].

## Réduire l'écart de compétences numériques entre les genres
Améliorer les compétences numériques des filles et des femmes suppose de les initier de façon précoce, variée et durable aux technologies numériques. Loin de se limiter au cadre de l’éducation formelle, il est essentiel de couvrir un champ d’action plus large en se fondant sur une approche multidimensionnelle permettant aux femmes et aux filles d’acquérir des compétences dans des contextes formels et informels divers, en l’occurrence la maison, l’école, la communauté et le lieu de travail. Par ailleurs, comme cette fracture numérique touche toutes les tranches d’âge, il est indispensable d’inscrire les solutions dans une perspective d’apprentissage tout au long de la vie. La rapidité de l’évolution technologique est telle que les compétences acquises aujourd’hui ne seront pas nécessairement pertinentes dans 10, 5 ou même 2 ans, confortant ainsi cette dimension de durée. Les compétences numériques, probablement plus que d’autres, requièrent d’être régulièrement actualisées pour éviter que les femmes et les filles n’accumulent davantage de retard.
Le développement des compétences numériques des femmes et des filles est renforcé par le fait de :
1. Adopter des approches durables, variées et couvrant tous les domaines de la vie
2. Définir des mesures d'incitation, des objectifs et des quotas
3. Intégrer les TIC dans l'éducation formelle
4. Favoriser les expériences motivantes
5. Mettre en avant la pertinence et les bénéfices tangibles
6. Encourager l'apprentissage collaboratif et l'apprentissage par les pairs
7. Créer des espaces sûrs et rencontrer les femmes là où elles sont
8. Examiner les pratiques et les langages d'exclusion
9. Recruter et former des enseignants sensibles au genre
10. Promouvoir les modèles et le mentorat
11. Mettre à profit les relations communautaires et s'assurer l'appui d'alliés
12. Promouvoir l'autonomie technologique des femmes et leurs droits numériques[1].

## Sources
- Cet article est partiellement ou en totalité issu de la page « Je rougirais si je pouvais : réduire la fracture numérique entre les genres par l’éducation » de UNESCO, le texte ayant été placé par l’auteur ou le responsable de publication sous la CC BY-SA 3.0 IGO